# Tempo di ritorno
In statistica il tempo di ritorno, o periodo di ritorno, di un evento, è il tempo medio intercorrente tra il verificarsi di due eventi successivi di entità uguale o superiore ad un valore di assegnata intensità o, analogamente, è il tempo medio in cui un valore di intensità assegnata viene uguagliato o superato almeno una volta.
Per praticità, il tempo di ritorno è spesso utilizzato in diversi campi tecnici, tra cui l'ingegneria idraulica, l'idrologia, la geologia, la vulcanologia e la sismologia, in sostituzione del concetto di probabilità di non superamento associato ad un certo evento naturale; infatti gran parte delle grandezze che governano i fenomeni naturali sono aleatorie e quindi descrivibili attraverso variabili casuali continue da studiare con i metodi probabilistici.
Mediante tali metodi è possibile individuare la distribuzione di probabilità che meglio rappresenta il fenomeno naturale così da poter associare ad ogni valore che la grandezza può assumere la relativa frequenza con cui questa si verifica.

## Definizione
Considerando una serie di osservazioni effettuate su una grandezza naturale {\displaystyle X}, che sia una variabile casuale continua, la probabilità {\displaystyle p} che un evento risulti maggiore di un valore prefissato {\displaystyle x_{T}} in un certo lasso di tempo, se gli eventi sono indipendenti, è pari a:
{\displaystyle p=P(X\geq x_{T})}
Il tempo di ritorno medio {\displaystyle T} associato a {\displaystyle X} esprime il numero medio di osservazioni necessarie affinché un dato evento si verifichi nuovamente.
T è pari all'inverso della probabilità {\displaystyle p}:
{\displaystyle p={\frac {1}{T}}}.
Ciò significa che fissare un tempo di ritorno è equivalente a fissare un valore di probabilità.
Per il teorema della probabilità composta per eventi indipendenti, la probabilità del verificarsi di un evento estremo con tempo di ritorno {\displaystyle T} in un lasso di tempo di {\displaystyle N} anni è pari a:
{\displaystyle p=1-\left(1-{\frac {1}{T}}\right)^{N}}

### Esempi
Se la variabile casuale è un valore massimo annuale, il tempo di ritorno T si misura in anni.
Se ad esempio sto esaminando i massimi annuali delle portate di piena fluviale, il valore Q100, a cui corrisponde un tempo di ritorno T = 100 anni, ha probabilità di verificarsi pari a 1% in un anno; questo vuol dire che, in un dato anno, c'è un 1% di possibilità che detto evento possa realmente accadere.
Mentre il verificarsi in un dato anno di una piena fluviale Q10 che ha un T = 10 anni è 10 volte più probabile (10% di possibilità).
Un tempo di ritorno più lungo indica quindi un evento più raro, meno probabile.
Determinare esattamente il tempo di ritorno di un evento catastrofico può essere difficile se la frequenza di questi eventi naturali supera la durata della vita umana o ancor più se privo di registrazioni storiche.
L'idraulica fluviale e l'idrologia studiano sistemi complessi come le precipitazioni o le portate nei fiumi grazie alle registrazioni di serie storiche pluviometriche o di portate.
La corrispondenza biunivoca che esiste tra tempo di ritorno e probabilità permette di collegare questa grandezza alle grandezze definite rischio, danno, vulnerabilità.

## Elementi di statistica
Quanto di seguito esposto vale anche nel caso di variabili casuali discrete ma in campo ingegneristico/scientifico è più significativo parlare di variabili continue.
- Si definisce variabile casuale (o stocastica) x una variabile continua che può assumere uno qualunque dei valori di un insieme finito o infinito; a ciascuno dei suoi valori è associata una densità di probabilità;
- si definisce probabilità la misura della possibilità di accadimento di uno specifico evento al quale è associato un valore di una variabile casuale x. La probabilità è un numero compreso tra 0 (impossibilità che l'evento si verifichi) e 1 (certezza che l'evento si verifichi);
- si definisce popolazione di una variabile casuale l'insieme di tutti i valori che questa può assumere;
- si definisce campione di dimensione N un insieme di N valori estratto dalla popolazione.

Consideriamo un variabile casuale x che può assumere tutti i valori compresi nell'insieme finito E = (a, b) - popolazione di x.
La probabilità di una variabile aleatoria continua x è descritta da un funzione di densità di probabilità f(x) - in idrologia ad esempio è frequentemente utilizzata la distribuzione di Gumbel o EV1 mentre in ingegneria sismica le NTC 2008 fanno riferimento alla distribuzione di Poisson.
Pertanto la probabilità che la variabile x ∈(x1, x2) è data da:
{\displaystyle P({x_{1}}\leq x\leq {x_{2}})=\int _{x_{1}}^{x_{2}}f(x)\,dx}
Appare evidente che la probabilità che la variabile x assuma un qualsiasi valore x ∈ E è pari a 1, cioè la certezza:
{\displaystyle P({a}\leq x\leq {b})=\int _{a}^{b}f(x)\,dx=1=p_{C}}
Consideriamo una successione di N misurazioni eseguite sulla variabile x indipendentemente l'una dall'altra - campione di dimensione N di x.
Fissiamo un valore prefissato m della variabile x continua.mLa probabilità che il valore misurato di x possa essere minore o uguale a m è dato da:
{\displaystyle P(x\leq {m})=\int _{a}^{m}f(x)\,dx=p_{NS}}
Tale funzione si definisce distribuzione di probabilità cumulata della variabile aleatoria ed è detta anche probabilità di non superamento pNS≤1.
Pertanto la probabilità di superamento di m è data dal valore complementare:
{\displaystyle P(x>m)=\int _{m}^{b}f(x)\,dx=p_{C}-p_{NS}=1-p_{NS}=p_{S}}
il periodo di tempo che bisogna attendere affinché un determinato valore m della variabile stocastica x venga superato o uguagliato in media una volta, ovvero il numero medio di misurazioni necessarie, viene definito tempo di ritorno e il suo valore è l'inverso della pS:
{\displaystyle T={\frac {1}{p_{S}}}={\frac {1}{1-p_{NS}}}}
pertanto {\displaystyle p_{NS}=1-{\frac {1}{T}}}
 che rappresenta la probabilità (in percentuale) che l'evento non si verifichi in media con riferimento ad un anno; con riferimento ad N anni la probabilità di non superamento diventa:
{\displaystyle (p_{NS})^{N}=\left(1-{\frac {1}{T}}\right)^{N}}.
Si definisce infine rischio di superamento associato ad un certo valore m = xT, con T anni di tempo di ritorno, la probabilità che tale valore venga superato o uguagliato almeno una volta in un numero N di anni:
{\displaystyle R=1-(p_{NS})^{N}=1-\left(1-{\frac {1}{T}}\right)^{N}}
Se si assume N=T, R cresce asintoticamente al crescere di T tendendo rapidamente al valore 0,632.
Pertanto la probabilità che xT ( con T elevato) venga superato in un periodo di T anni è pari a circa 2/3.
Il concetto di probabilità di non superamento è spesso sostituito da quello di tempo di ritorno.

## Rischio di superamento
Nell'ingegneria idraulica, per la progettazione di alcune opere strettamente connessa agli eventi atmosferici, quali, fogna pluviali, canali, dighe, opere marittime, la scelta del tempo di ritorno di evento è un parametro fondamentale.
La scelta del tempo di ritorno dipende da vari fattori quali:
- l'estensione del bacino di drenaggio;
- l'importanza dell'opera;
- il rischio di superamento.

In merito a quest'ultimo risulta evidente che l'evento critico (es. la pioggia critica che dà origine alla portata di massima piena in un corso d'acqua), in base al quale si intende dimensionare l'opera idraulica, deve essere prescelto anche valutando il danno che il suo superamento può causare a cose e/o persone.
Il rischio è classificato nel seguente modo in funzione del danno:
- R1 = rischio moderato - l'evento naturale può causare danni sociali ed economici ai beni ambientali e culturali marginali;
- R2 - rischio moderato - l'evento naturale può causare danni minori agli edifici, alle infrastrutture e ai beni ambientali e culturali che non pregiudicano l'incolumità delle persone, l'agibilità degli edifici e la funzionalità delle attività socio-economiche;
- R3 - rischio elevato - l'evento naturale problemi per l'incolumità delle persone, danni funzionali agli edifici, con conseguente inagibilità degli stessi, alle infrastrutture e ai beni ambientali e culturali, con l'interruzione delle funzionalità socio-economiche;
- R4 - rischio molto elevato - sono possibili la perdita di vite umane e lesioni gravi alle persone, danni gravi agli edifici, alle infrastrutture e ai beni ambientali e culturali e la distruzione delle funzionalità delle attività socio-economiche.

Consideriamo un'opera idraulica dimensionata per un evento meteorologico x(T) di T anni di tempo di ritorno.
Il rischio R[x(t)], ovvero la probabilità, che l'evento x(T) venga superato almeno una volta durante la vita tecnica dell'opera stessa è esprimibile nel seguente modo:
{\displaystyle R[x(T)]=1-\left(1-{\frac {1}{T}}\right)^{N}}
con N pari alla vita utile dell'opera.
A questo punto bisogna scegliere idoneamente T in modo tale che il rischio sia commisurato ai possibili danni causati da eventi maggiori di quello di progetto ma considerando anche che l'evento di progetto che ne deriva deve determinare un dimensionamento dell'opera idraulica tecnicamente ed economicamente accettabile. Infatti, nella maggior parte dei casi risulta antieconomico costruire un'opera in grado di far fronte all'evento più estremo possibile per cui si preferisce dimensionarla prevedendo che durante la sua vita utile possa risultare inefficace poiché i danni che ne deriverebbero sono valutati tollerabili.
Per quanto sopra mentre per esempio è economicamente e tecnicamente conveniente prevedere che una fogna pluviale risulti periodicamente insufficiente poiché i danni delle eventuali esondazioni si possono ritenere tollerabili lo stesso non può essere accettato per le opere di sfioro di una diga per la quale il superamento della soglia di progetto potrebbe causare danni ingenti e pericolo di perdite di vite umane. Pertanto T per una fogna pluviale può essere inferiore alla durata prevista dell'opera che si sta progettando, mentre per una diga deve essere molto maggiore. Questa implica che, il periodo di ritorno può variare da pochi a più di mille anni.
Considerando che da letteratura tecnica un'opera idraulica ha una vita utile variabile da circa 30-40 anni (fognatura pluviale) a 100 anni (opere di sbarramento), tradizionalmente le fognature pluviali (a basso rischio) vengono dimensionate con T=5 anni, gli argini fluviali con T=100-1000 anni, le pile dei ponti fluviali con T=100-500 anni e le opere di sfioro delle dighe con T = 1000-3000 anni.

## Esempio di calcolo
Consideriamo una portata xT la cui probabilità di non superamento, valutata di norma in seguito all'adattamento di una adeguata distribuzione di probabilità, è pari al 90% cioè:
{\displaystyle P(X\leq x_{T})=0,9} .
il calcolo del relativo tempo di ritorno associato a {\displaystyle x_{T}} vale:
{\displaystyle T[{\rm {{anni}]={\frac {1}{1-{\it {P(X\leq x_{T})}}}}=10}}}
Volendo invece valutare il rischio di superamento, per una vita utile dell'opera pari a {\displaystyle N=}50 anni, si ottiene
{\displaystyle R[x(T)]=1-\left(1-{\frac {1}{T}}\right)^{N}=1-\left(1-{\frac {1}{10}}\right)^{50}=0,9948}

## Esempi
- Eruzione pliniana del Vesuvio: attesa ogni 45 anni.